# Dolmen del Pla de les Mosqueres
El Dolmen del Pla de les Mosqueres és un monument megalític del terme comunal d'Eus, dins de l'antic terme de Coma, a la comarca del Conflent, de la Catalunya del Nord.
És una mica a ponent del Coll del Trivi, en un pla que encara avui dia rep el nom de Pla de les Mosqueres.
Els esments d'aquest dolmen destaquen que és un monument megalític difícil de trobar, fins al punt que hi ha autors que el donen per desaparegut.